# Paul II de Constantinople
Pour les articles homonymes, voir Paul II (homonymie).
Paul II de Constantinople est le patriarche de Constantinople d'octobre 641 à décembre 653.

## Biographie
Il occupa la fonction du vivant de son prédécesseur Pyrrhus de Constantinople, qui fut d'ailleurs rappelé sur le trône patriarcal à sa mort. L'explication de cette situation est politique : Pyrrhus avait soutenu l'impératrice Martine, veuve d'Héraclius, et son fils Héraclonas, qui détinrent le pouvoir de mai à septembre 641 ; mais accusés d'avoir fait assassiner l'empereur Constantin III, ils furent renversés par une émeute populaire et une rébellion militaire, et Pyrrhus fut entraîné dans leur chute.
En matière de controverse théologique, Paul II se plaça dans la continuité de son prédécesseur : il défendit fermement le monothélisme, devenu la doctrine officielle de l'Église de Constantinople depuis l'affichage de l'ecthèse à Sainte-Sophie par le patriarche Serge Ier en 638. Cette position le conduisit à un conflit ouvert avec la papauté, notamment avec le pape Théodore Ier (642-649), qui l'excommunia pour hérésie (647), ce à quoi Paul II répondit en faisant supprimer l'autel appartenant au pape à Constantinople et en expulsant son légat. Dans la même période, l'ex-patriarche Pyrrhus, réfugié à Carthage et persuadé par le moine Maxime le Confesseur, avait abandonné le monothélisme ; reçu à Rome par Théodore Ier, il fut considéré par le pape comme le patriarche légitime ; mais rentré peu après à Constantinople, il revint au monothélisme et fut également excommunié par Théodore Ier.
En septembre 648, l'empereur Constant II promulgua le Typos, qui tentait de réconcilier les deux partis en interdisant formellement de discuter les points de théologie concernés ; Paul II retira l'ecthèse de Sainte-Sophie, mais le monothélisme ne fut aucunement renié par l'Église de Constantinople. La papauté refusa le compromis, et Martin Ier, successeur de Théodore Ier, présida en octobre 649, au Latran, un synode qui condamna à la fois le monothélisme et le Typos. Constant II fit arrêter le pape pour trahison politique (juin 653), et sa condamnation à mort, à Constantinople, par le sénat (20 décembre 653), eut lieu quelques jours avant le décès de Paul II. Ce fut Pyrrhus, rétabli comme patriarche, qui obtint la grâce de Martin Ier.

## Écrits
- CPG 7620-7621.